# Mimolaia cleroides
Mimolaia cleroides là một loài bọ cánh cứng trong họ Cerambycidae.